# Escuela de Ingenierías Industriales de Valladolid
La Escuela de Ingenierías Industriales de Valladolid es un centro docente de la Universidad de Valladolid donde se imparten las titulaciones de ingenierías de ámbito industrial, tanto de Grado como de Máster. Actualmente el centro cuenta con casi 2000 alumnos entre grado y máster.
La Junta de Castilla y León ha publicado en su Boletín de 28 de enero de 2009, página 2356, la creación de la nueva Escuela de Ingenierías Industriales, que agrupa a la Escuela Universitaria Politécnica, la Escuela Técnica Superior de Ingenieros Industriales y la titulación de Ingeniería Química, desapareciendo por lo tanto los dos centros primeros.

## Titulaciones Impartidas
La Escuela de Ingenierías Industriales de la Universidad de Valladolid, imparte en la actualidad un total de 9 titulaciones de Grado y 12 titulaciones oficiales de Máster oficial, además de dos dobles titulaciones de Máster junto a la ENSAM y la Universidad de Soka (Japón), los cuales son:
- Grado en Ingeniería Mecánica
- Grado en Ingeniería Química
- Grado en Ingeniería Eléctrica
- Grado en Ingeniería en Electrónica Industrial y Automática
- Grado en Ingeniería en Organización Industrial
- Grado en Ingeniería en Tecnologías Industriales
- Grado en Ingeniería en Diseño Industrial y Desarrollo de Producto
- Grado en Ingeniería Energética
- Grado en Ingeniería Biomédica
- Máster Oficial en Ingeniería Industrial
- Máster Oficial en Dirección de Proyectos
- Máster Oficial en Electrónica Industrial y Automática
- Máster Oficial en Gestión de la Prevención de Riesgos Laborables, Calidad y Medio Ambiente
- Máster Oficial en Ingeniería de Automoción
- Máster Oficial en Energía: Generación, Gestión y Uso Eficiente
- Máster Oficial en Ingeniería Ambiental
- Máster Oficial en Ingeniería de Diseño Industrial
- Máster Oficial en Ingeniería Química
- Máster Oficial en Investigación en Ingeniería de Procesos y Sistemas Industriales
- Máster Oficial en Logística
- Máster Oficial en Ingeniería Biomédica
- Doble Titulación de Máster Oficial en Ingeniería Industrial e Ingeniero ENSAM
- Doble Titulación de Máster Oficial en Ingeniería Ambiental y Máster Oficial en Ingeniería de la Universidad de Soka (Japón)

### Titulaciones Impartidas antes de la adaptación a Bolonia
- Ingeniería Industrial (Industriales)
- Ingeniería Técnica Industrial especialidad Mecánica (EUP)
- Ingeniería Técnica Industrial especialidad Química (EUP)
- Ingeniería Técnica Industrial especialidad Eléctricidad (EUP)
- Ingeniería Técnica Industrial especialidad Electrónica (EUP)
- Ingeniería Técnica Industrial especialidad Diseño industrial (EUP)